# Orquesta Típica Fernandez Fierro
Orquesta Típica Fernandez Fierro är en argentinsk tangoorkester. De står för en modern tango som bygger vidare på Osvaldo Puglieses tradition.

## Musiker
- Piano: Santiago Bottiroli
- Bandoneon: Flavio Reggiani, Julio Coviello, Pablo Gignoli, Eugenio Soria
- Kontrabas: Yuri Venturín
- Viola: Juan Carlos Pacini
- Violin: Federico Terranova, Pablo Jivotovschi, Bruno Giuntini
- Violoncell: Alfredo Zuccarelli
- Sång: Walter "Chino" Laborde

## Diskografi (komplett)

### CD
- Envasado en Origen (2002)
- Destrucción Masiva (2003)
- Vivo en Europa (live, 2004)
- Mucha Mierda (2006)

### DVD
- Tango Antipanico (2005)